# Grote profeten
De grote profeten is een naam voor een groep profetenboeken in de Hebreeuwse Bijbel (ook wel de Tenach of het Oude Testament genoemd). In de joodse traditie zijn dit er slechts drie, namelijk Jesaja, Jeremia en Ezechiël.  In de katholieke en orthodoxe traditie zijn het er zes: Jesaja, Jeremia, Ezechiël, Klaagliederen, Daniël en Baruch. Protestanten tellen vijf grote profeten: Jesaja, Jeremia, Ezechiël, Klaagliederen en Daniël; zij beschouwen Baruch niet als canoniek.

## Profeten

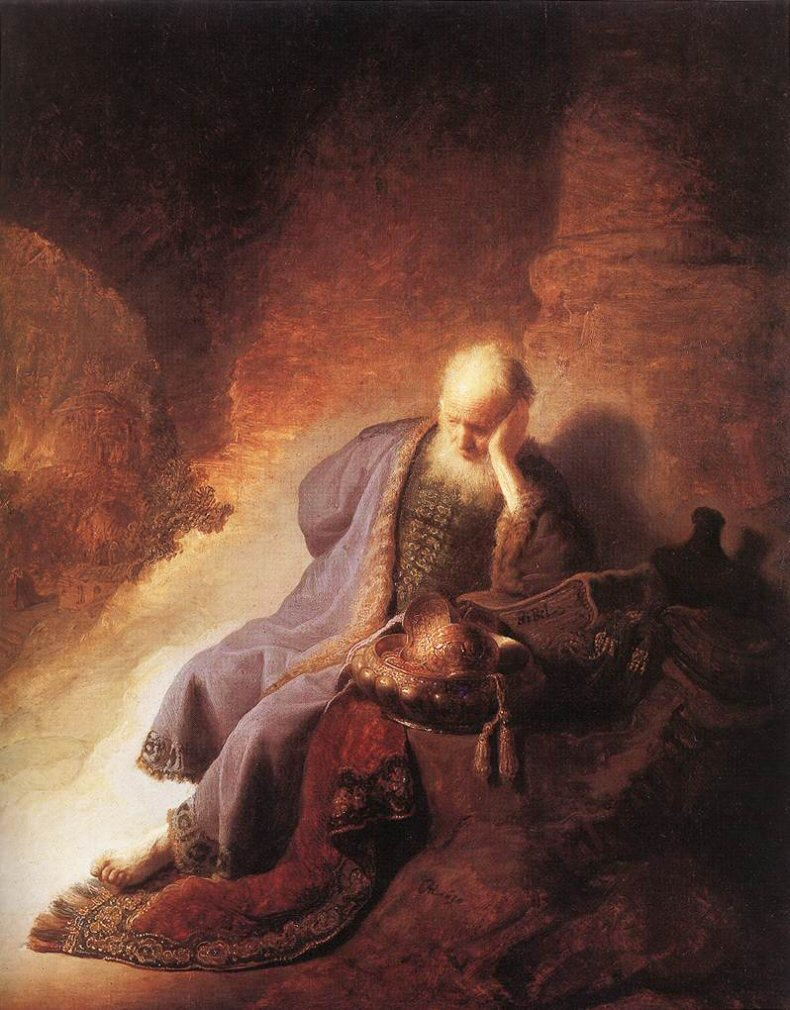
Jeremia, geschilderd door Rembrandt van Rijn

Er wordt in het jodendom onderscheid gemaakt tussen de vroege profeten (Jozua, Rechters, I en II Samuel, I en II Koningen) en de late profeten. In het christendom rekent men de vroege profeten tot de historische boeken. De late profeten (schrijvende profeten) bestaan uit de grote profeten en de twaalf kleine profeten.

## Klaagliederen en Daniël
In het Oude Testament staat het boek Klaagliederen na Jeremia vanuit de traditie dat Jeremia deze geschreven zou hebben. In de Tenach hoort Klaagliederen bij de geschriften.
Ook Daniël wordt in de Joodse traditie bij de geschriften gerekend. In de christelijke traditie wordt Daniël als profeet tussen de grote en de kleine profeten geplaatst, tussen Ezechiël en Hosea.

## Groot en klein
De benaming groot in 'grote profeten' heeft betrekking op de inhoud van de boeken. Deze zijn een stuk groter in tegenstelling tot de inhoud van de kleine profeten. De lengte bepaalt ook de volgorde in de Tenach: De langste, Jesaja, wordt gevolgd door Jeremia en daarna door Ezechiël.